# ジャン・ド・ヴィエンヌ
ジャン・ド・ヴィエンヌ（Jean de Vienne, 1341年 - 1396年9月25日）は、フランス王国の騎士で百年戦争時に提督を務めた。

## 生い立ち
フランシュ＝コンテ地域圏のドルで貴族の息子として生まれる。19歳の時に軍人となり、21歳で騎士の称号を得る。1366年からサヴォイア十字軍に参加し、第二次ブルガリア帝国と戦った。

## 経歴

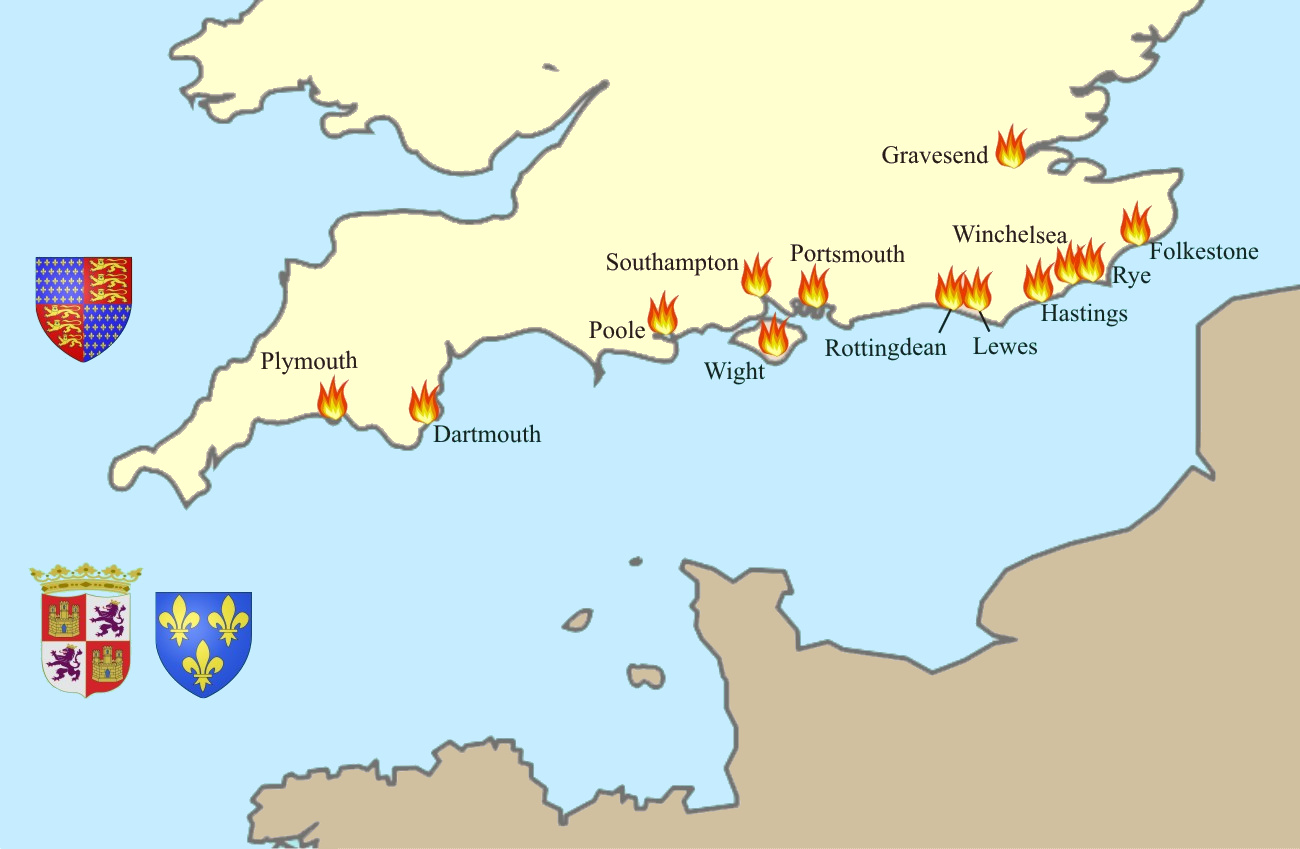
ド・ヴィエンヌ提督らによるイギリス攻撃（1374年〜80年）

24歳の時、ド・ヴィエンヌはフランシュ＝コンテ提督となり、1373年にはシャルル5世によってフランス提督に任じられた。彼は強い意志を持って海軍を再編成し、重要な建造計画を開始し、沿岸警備隊と巡視隊を創設し、沿岸監視隊を組織し、船の建造と販売の許可を帰属させた。
ジャン・ド・ヴィエンヌは、海軍の活動によってのみイングランドに重大な損害を与えることができると理解した最初の人物の一人であった。この目的のために彼はフランス王室からの強力な支援を請い、ワイト島やイングランド南部の港に何度も遠征した。
また1381年から85年にかけてフランドル伯軍と共にローゼベーケの戦いに代表されるフランドル軍との戦いを行なった。その後もイングランド本国を脅かすという野望を求めて、1385年には180隻の船団を使って軍をスコットランドに上陸させたが、最終的に撤退せざるを得なくなった。そしてシャルル6世が父シャルル5世の後を継いでフランスの王位に就くと、海軍に関心の薄かった彼は海軍の衰退を許してしまった。失望したド・ヴィエンヌはその後マーディア十字軍に参加し、さらにオスマン帝国と戦う神聖ローマ皇帝ジギスムントの軍にも加わった。そして最終的にはブルガリアで行われたニコポリスの戦いにて戦死した。